# Ван Вестерфельд, Абрахам
Абрахам ван Вестерфельд (нидерл. Abraham van Westerveld, ˈaːbrɑˌɦɑm vɑn ˈʋɛstərˌvɛlt; 1620/21 — 30 апреля 1692, Роттердам (похоронен между 24 и 30 апреля)) — голландский живописец, рисовальщик и каллиграф.

## Биография
В 1647—1650 годах работал в Роттердаме. В 1650—1653 годах придворный художник литовского гетмана Януша Радзивилла, в том числе во время военных действий против казаков и похода на Гетманщину с разорением Киева. В 1653—1692 годах снова действовал в Роттердаме.

## Творчество
Самая ранняя известная работа художника датирована 1647 годом.
Создал серию рисунков и картин на темы военных походов князя Я. Радзивилла: «Вступление князя Я. Радзивилла в Киев», «Взятие в плен С. М. Кричевского под Лоевом» (по этой картине на Кореличской мануфактуре сделано около 1760 обоев) и другие.

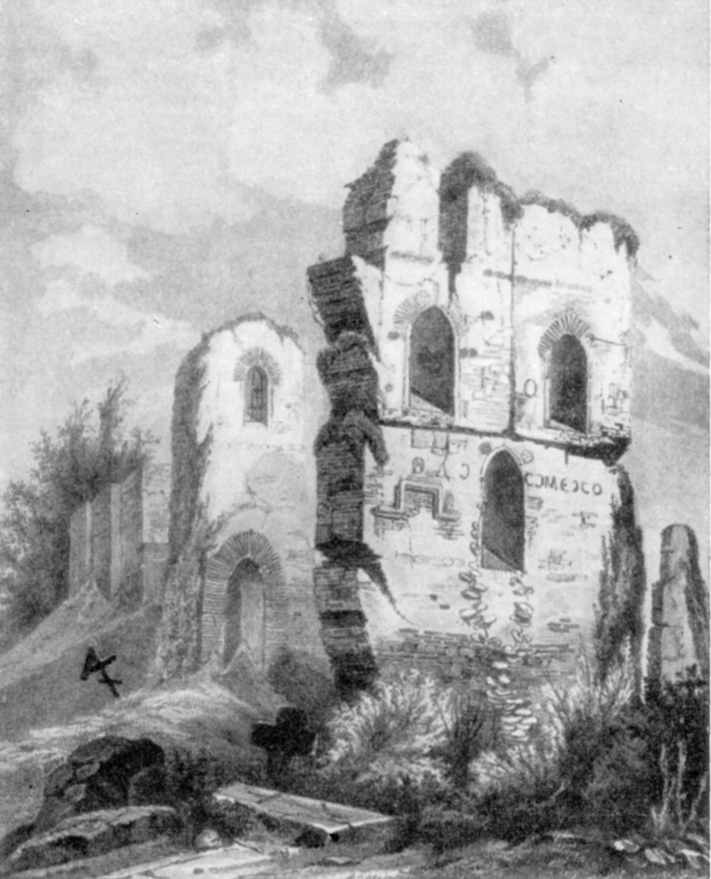
Руины Десятинной церкви на рисунках Вестерфельда

Автор ряда зарисовок архитектурных объектов Киева середины XVII века (Золотых ворот, Софийского собора, Печерской лавры и других). Был свидетелем событий народно-освободительной войны 1649—1651 годов, что нашло своё отражение в рисунках, которые частично сохранились в копиях XVIII века. Ценные изображения: «Казацкие послы у Радзивилла», «Ввод литовских войск в Киев в 1651 году», «Схватка польской и казацкой конницы под Киевом».
Автор портретов М. Кричевского, Б. Хмельницкого и других.

### На украинском языке
- Жолтовський П. М. Словник-довідник художників, що працювали на Україні в XIV—XVIII ст. / Художнє життя на Україні в XVI—XVIII ст. — Киев: Наук. думка, 1983. — С. 120.

### На польском языке
- Batowski Z.[пол.]. Abraham van Westervelt, malarz holenderski XVII wieku, i jego prace w Polsce (пол.) // Przegląd historji sztuki. — R. II. — Kraków: Polska Akademja Umiejętności, 1931. — S. 115—129. Архивировано 9 августа 2017 года.